# Glyn Daniel
Glyn Edmund Daniel (n. 23 aprilie 1914, Barry, Țara Galilor – d. 13 decembrie 1986) a fost un arheolog britanic, specialist în neoliticul european. A fost titularul catedrei Disney de arheologie de la Universitatea Cambridge (1974-1981) și redactor-șef al revistei de arheologie  Antiquity (1958-1986).

## Lucrări principale
- A Hundred years of archaeology, 1950
- The Prehistoric chamber tombs of England and Wales, 1950
- The Megalith builders of Western Europe, 1958
- The Prehistoric chamber tombs of France: a geographical, morphological and chronological survey , 1960
- The Hungry archaeologist in France, a travelling guide to caves, graves and good living in the Dordogne and Brittany, 1963
- France before the Romans, 1974 (în colaborare cu Stuart Piggott și Charles McBurney)
- The Idea of prehistory, 1988 (în colaborare cu Colin Renfrew)
- Writing for antiquity: an anthology of editorials from Antiquity, 1992